# Грузоперевозки
Грузоперевозки — процесс, в результате которого совершается перемещение (транспортировка) с места на место каких-либо объектов (грузов) при помощи транспорта.

## История

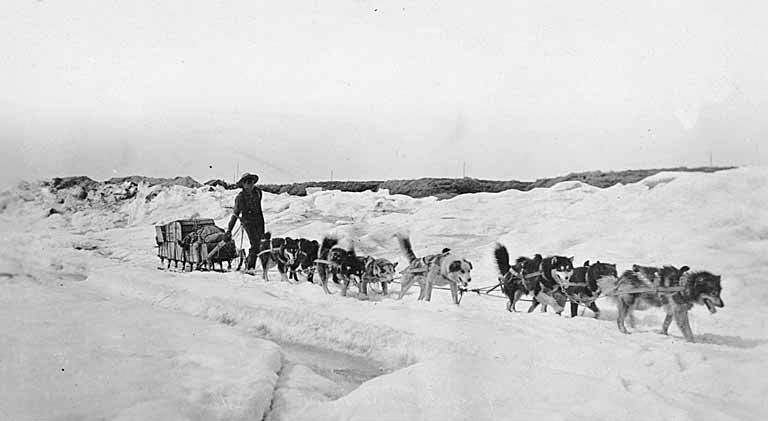
Перевозка грузов на собачьей упряжке (Аляска, ~ 1899 год)

За всё время существования человечества можно выделить три революции в развитии грузоперевозок, и на подходе четвёртая. В ближайшее время идут разработки беспилотных электрогрузовиков:
1. изобретение колеса существенно упростило процесс перемещения грузов.
2. приручение человеком некоторых животных для перевозки тяжестей (появился домашний скот). В результате отпала необходимость тратить собственные силы на перевозку товаров.
3. естественно — изобретение и изготовление транспортных средств. Это позволило уменьшить время грузоперевозки в несколько раз и, опять-таки, уменьшило затраты человеческих сил. В настоящее время, когда технологии с каждым днём становятся все совершенней и совершенней, перевозить грузы можно в любых количествах и на любые расстояния.

## Основные виды перевозки грузов
- Водным транспортом.
- Железнодорожным транспортом.
- Автотранспортом.
- Авиатранспортом (самолётом, вертолётом).
- Трубопровод

### Грузоперевозки, совершаемые при помощи водного транспорта

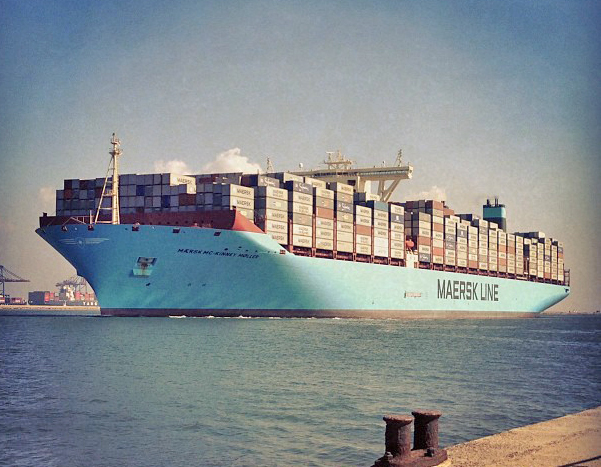
«Mærsk Mc-Kinney Møller», первый сверхкрупный контейнеровоз класса три E компании Maersk Line, проходит Суэцкий канал, 2013 год

Перевозки грузов при помощи водного транспорта (морского и речного) — это один из самых сложных и трудновыполнимых видов перевозки. Необходимо строгое выполнение всех требований при данном виде перевозки грузов как от самого заказчика, так и от компании, которая оказывает данные услуги.
При морской грузоперевозке нужно немалое количество затрат энергетических и трудовых ресурсов. Но можно заметить, что всевозможные сложности с организацией морских грузоперевозок компенсируются всеми предоставляемыми его возможностями. Прежде всего, они связаны с географическим месторасположением разных пунктов доставки и погрузки какого-нибудь объекта. Данный вид транспортировки является самым медленным и самым дешёвым среди всех возможных видов перевозки грузов. Чаще всего, этот вид доставки грузов осуществляется в контейнерах, которые имеют стандартные, принятые во всем мире, характеристики: габариты, массу, особенности конструкции. Использование подобных «ёмкостей» позволяет обезопасить груз от внешних воздействий.

### Грузоперевозки, совершаемые при помощи железнодорожного транспорта
Перевозки грузов при помощи железнодорожного транспорта являются одними из наиболее экономичных и дают огромные возможности для перевозки достаточно больших объектов. Почти весь наземный транспорт проигрывает по своим характеристикам грузоподъемности железнодорожному транспорту. Это позволяет быть данному виду грузоперевозки одним из самых популярных в горнодобывающем производстве и в тяжёлой промышленности.
Одной из главных задач развития экономики данной сферы транспортной отрасли является создание полноправного конкурентного рынка как для непосредственных участников процесса транспортировки, так и для субъектов внутри самой отрасли.

### Грузоперевозки, совершаемые при помощи автотранспорта

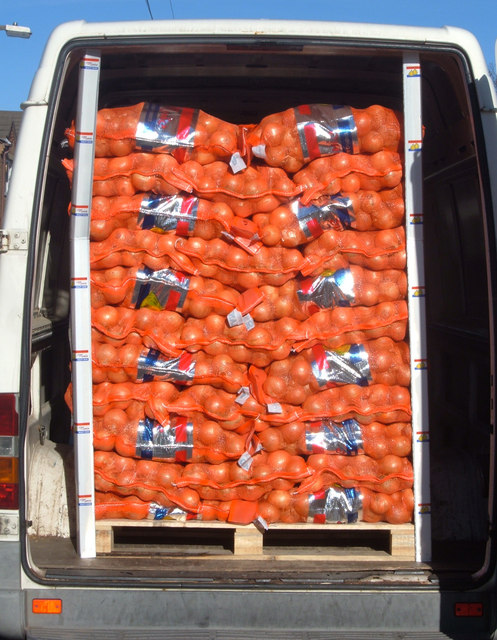
Доставка лука в магазин в Брадфорде, Великобритания

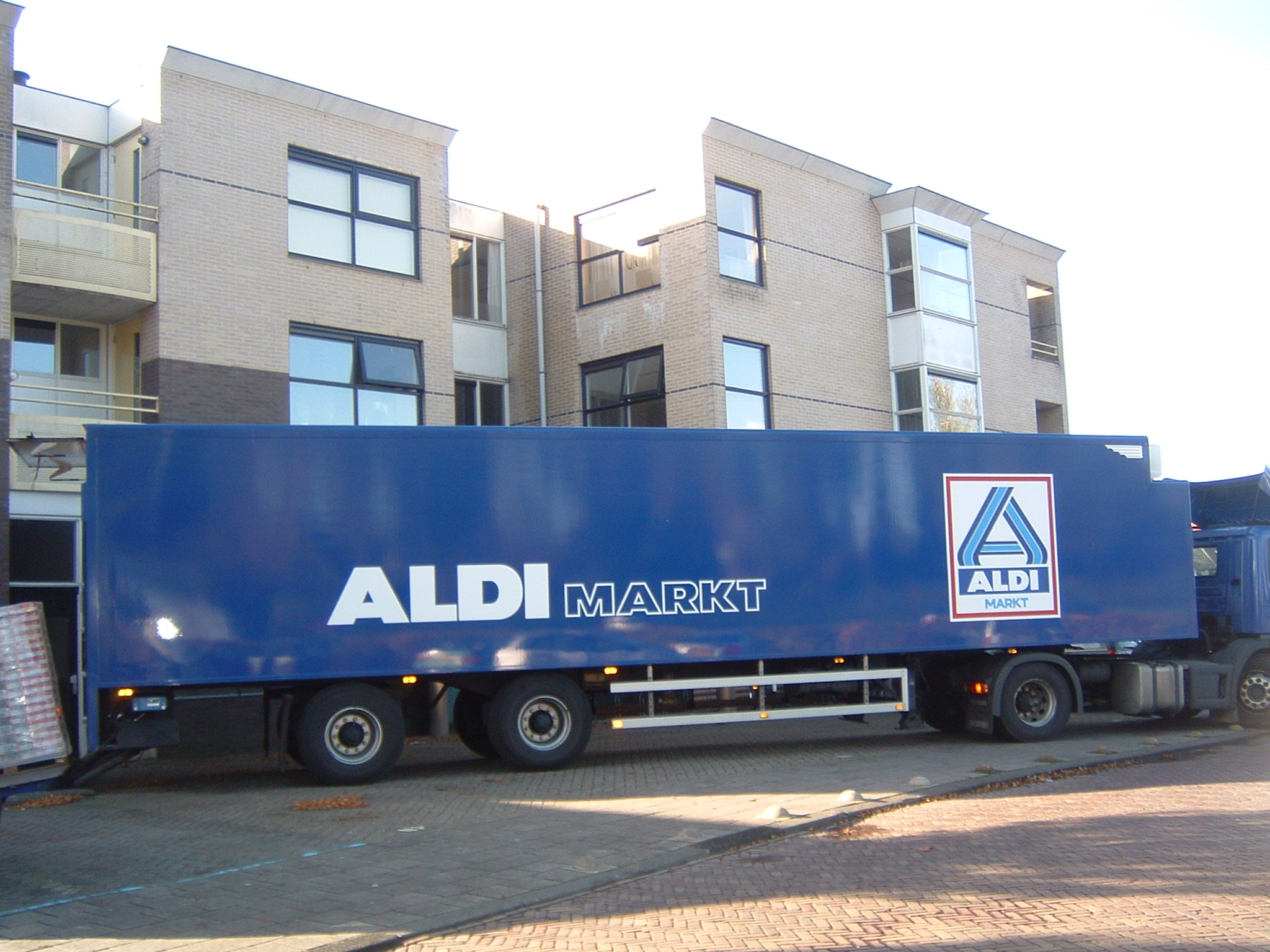
Доставка продуктов в супермаркет Aldi в городе Яуре, Нидерланды

Перевозки грузов при помощи автотранспорта являются одними из самых популярных. Основные преимущества:
- Быстрая и своевременная доставка, осуществляемая по принципу «до двери».
- Во время перевозки обеспечивается полный контроль над грузом.
- Гибкое планирование маршрутов.
- Высокая экономичность.

В России доля автоперевозок в грузообороте по данным на 2018 год составляла лишь около 4,5 % (преобладает железнодорожный транспорт), тогда в большинстве стран мира доля автомобильного транспорта в грузообороте значительно выше: в Великобритании — 81,9 %, в Германии — 61,6 %, в США — 47 %, в Китае — 33,2 %. В США автомобилями доставляется всё, кроме сыпучих продуктов на большие расстояния (это делает железная дорога) и нефти и газа (тут используются трубопроводы и танкеры).
Автомобильному транспорту нет адекватной замены при грузоперевозках на малые и средние расстояния. Первое место среди грузовых автомобильных перевозок занимают перевозки тарно-штучных грузов. Для повышения эффективности перевозки тарно-штучных грузов используются контейнеры, поддоны и пакеты, чтобы максимально укрупнить грузовые единицы. При этом если обслуживаются клиенты, не обладающие механизированными погрузо-разгрузочными пунктами, то часто используются автомобили, оборудованные погрузо-разгрузочными приспособлениями. При строительстве, при разработке полезных ископаемых и в сельском хозяйстве в больших объемах выполняются перевозки навалочных грузов. Для них используют самосвалы, которые обеспечивают быструю разгрузку.

### Комбинированные железнодорожно-автомобильные перевозки

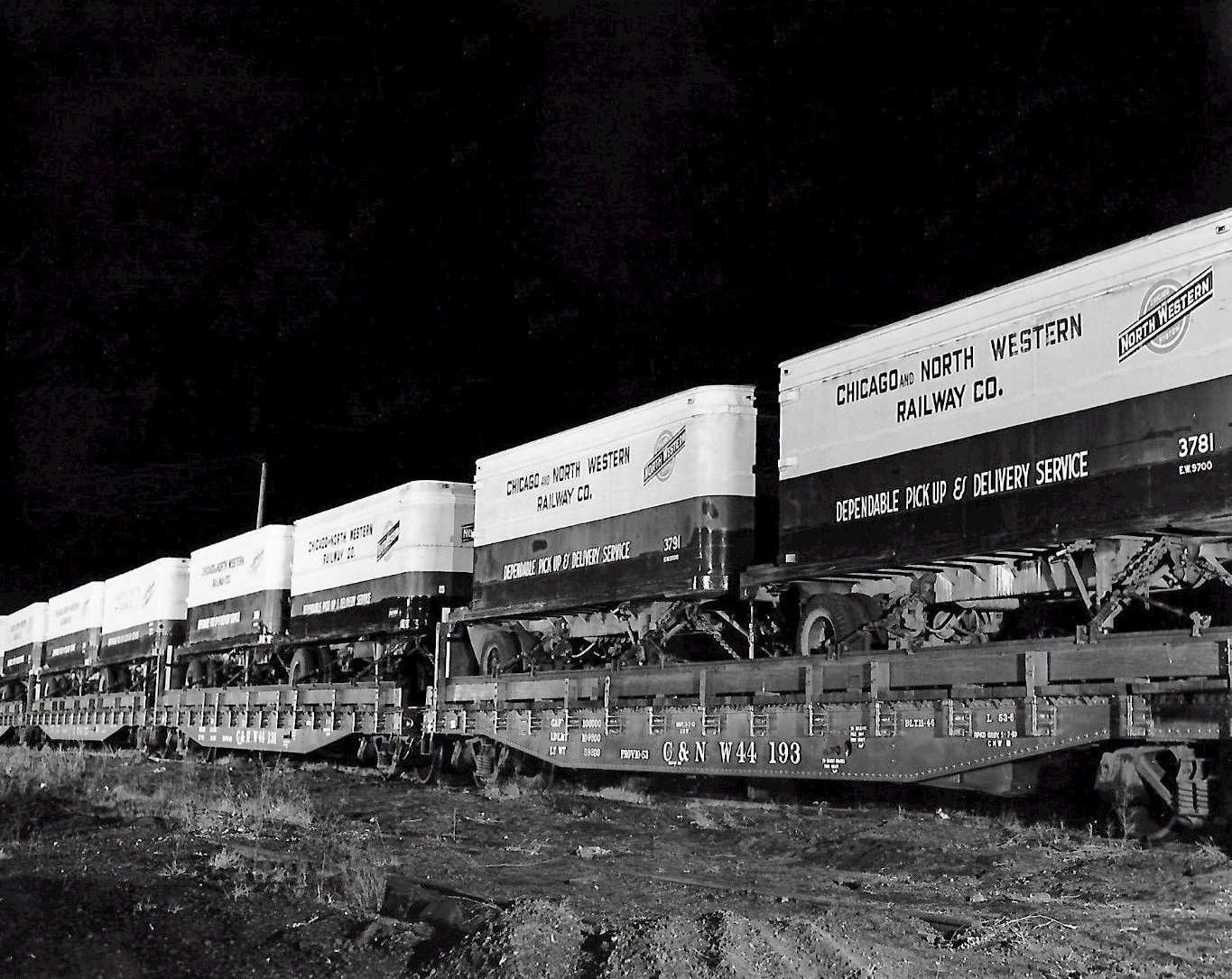
Перевозка полуприцепов по железной дороге в США, 1954 год

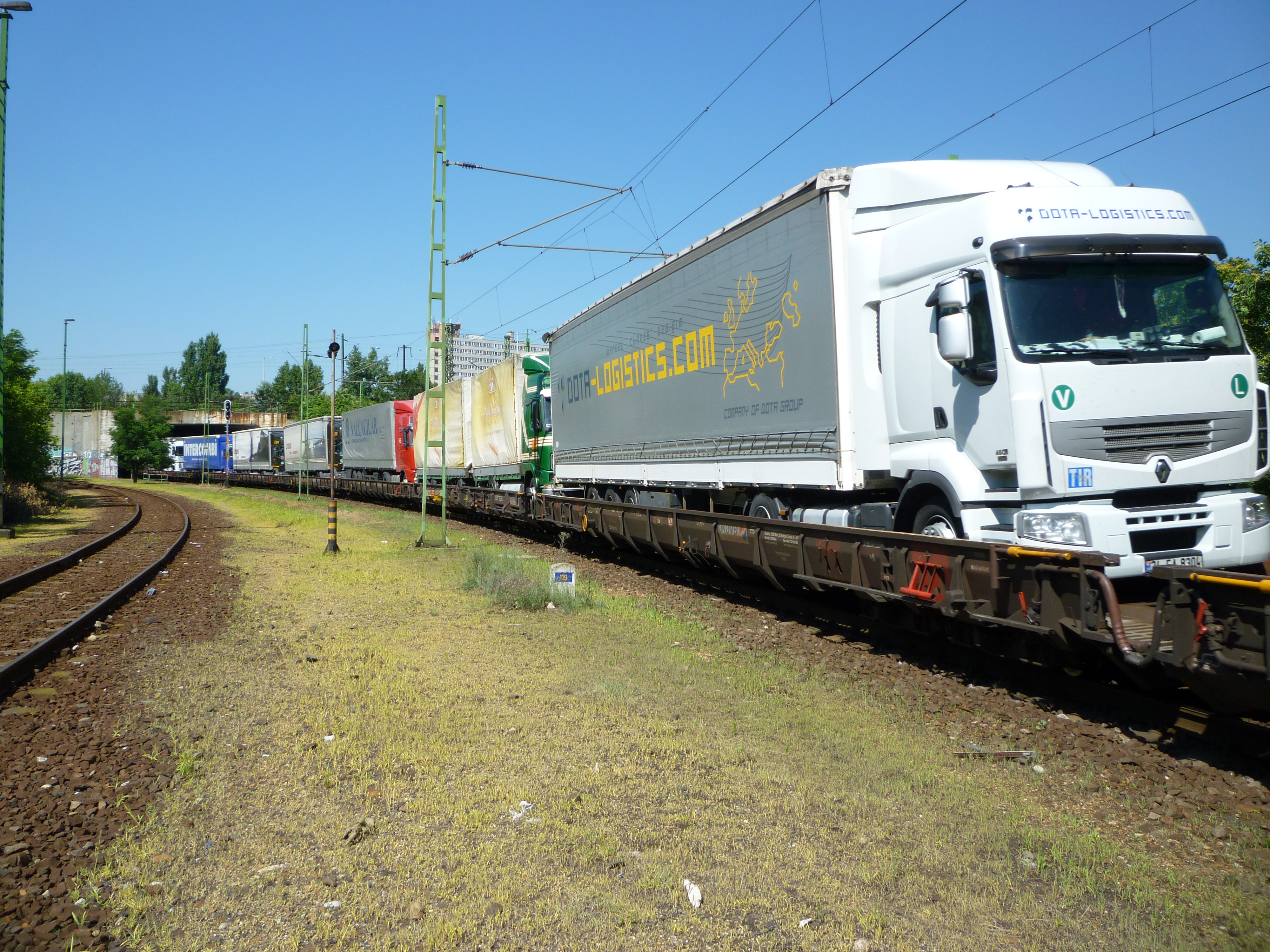
Перевозка по технологии «Бегущее шоссе», Венгрия

Ещё в 1926 году компания североамериканских железных дорог North Shore Line представила клиентам новый сервис — перевозку трейлеров железнодорожным транспортом. Способ такой доставки с одновременным использованием железнодорожного и автомобильного транспорта получил название контрейлерной перевозки. В 1950-х годах по инициативе правительства США была разработана концепция развития котрейлерных перевозок, в основе которой лежала идея организации скоростной доставки грузов дальнего назначения в контейнерах и полуприцепах маршрутными поездами между контрейлерно-контейнерными пунктами по всей сети железных дорог. Железнодорожным компаниям США предоставлялись льготы, стимулирующие развитие таких перевозок с целью передачи объемов перевозок с автомобильного транспорта на железнодорожный.
В 1950-е годы в США была также разработана альтернативная технология контрейлерных перевозок — «RoadRailer» (роудрейлер). При этом трейлеры перевозятся без использования платформ путем прикрепления к ним специальных железнодорожных колес, которые поднимаются во время езды по автодороге и опускаются при постановке на рельсы. Но, помимо дороговизны прицепа, основной недостаток такой технологии состоит в том, что оснащение железнодорожными колесами утяжеляет прицеп, что снижает экономичность перевозки и ограничивает возможность движения по определенным категориям автодорог.
В настоящее время США все грузы на расстояние до 800 км перевозятся, как правило, в прямом автомобильном сообщении, а свыше 800 км — в смешанном железнодорожно-автомобильном.
Контрейлерные перевозки в Западной Европе начались в 1960-е годы. В основном их развитие там было связано со сложностью преодоления автотранспортом перевалов через Альпы. В Австрии появилась технология «Бегущее (катящееся) шоссе» («Rolling motorway») перевозка транспортных средств с горизонтальным методом погрузки на железнодорожные платформы с пониженным полом. При этом автопоезд заезжает на платформу своим ходом вместе с тягачом, для чего используются специальные высокие погрузочные рампы. При перевозке прицепов вместе с тягачами (в Европе она происходит в основном в ночное время) водители автотранспортных средств следуют с ними тем же поездом в пассажирском вагоне, чтобы затем продолжить доставку груза «до двери».
Активное использование контрейлерных перевозок сокращает выбросы углекислого газа, а также автомобильные заторы на дорогах.

### Грузоперевозки, совершаемые при помощи авиатранспорта

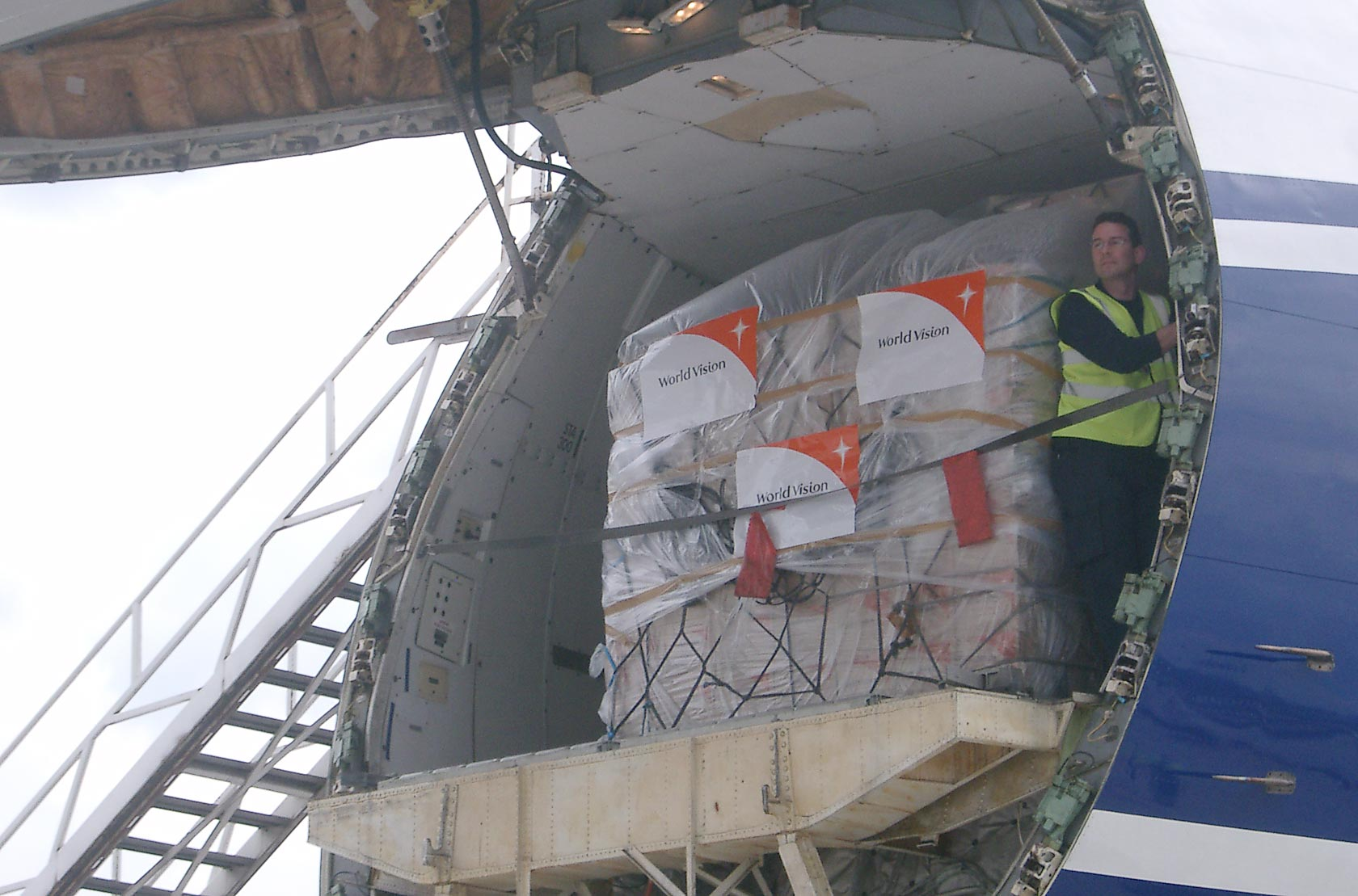
Организация World Vision International отправляет гуманитарную помощь на самолёте Ан-124 в Мьянму после циклона «Наргис».

Перевозки грузов авиатранспортом — это более дорогостоящий способ перевозки, чем автотранспортные, железнодорожные или морские перевозки. Но и самый быстрый способ доставки, особенно крупногабаритных или опасных грузов.

## Структура и состав услуг в сфере грузоперевозок
В наше время различная деятельность разных компаний не обходится без очень тесного сотрудничества с компаниями, которые занимаются грузоперевозками (транспортно-экспедиционная компания). Для многих компаний качественная, быстрая, своевременная доставка различного груза является одним из важнейших факторов, которые влияют на развитие и стабильность данной компании. Для частных компаний высокий уровень оказания транспортных услуг является не менее важным, потому что это залог уверенности и полного спокойствия во время перевозки имущества. Вследствие этого с каждым годом интерес и спрос на различные грузоперевозки только возрастает.
Сервис, предлагаемый компаниями, занимающимися грузоперевозками, помимо собственно перевозки грузов включает в себя также страхование перевозимых объектов, подготовку полного комплекта документов на данный товар или груз (товарно-транспортной накладной, счёт-фактуры, сертификатов соответствия), а также, при необходимости, его таможенное оформление.
Компании, которые занимаются транспортировкой, предоставляют клиентам все более и более обширный спектр, предоставляемых услуг. При этом, организация дает «стопроцентную» гарантию их высокого качества. Первоначально путь товара или груза берёт начало с разработки концепции и оптимального маршрута по которому будет двигаться груз, вычисления и расчета всей стоимости данной доставки, подготовки всей необходимой документации. Затем определяются транспортные и погрузочные средства, необходимые для данного товара. Далее происходит оформление необходимых разрешений, производится мониторинг движения товара с момента начала пути и до момента, когда груз будет доставлен.
Спектр услуг по грузоперевозкам:
- Переезд из офиса в другой офис.
- Дачный переезд.
- Квартирный переезд.
- Страхование перевозимых грузов.
- Страхование контейнеров.

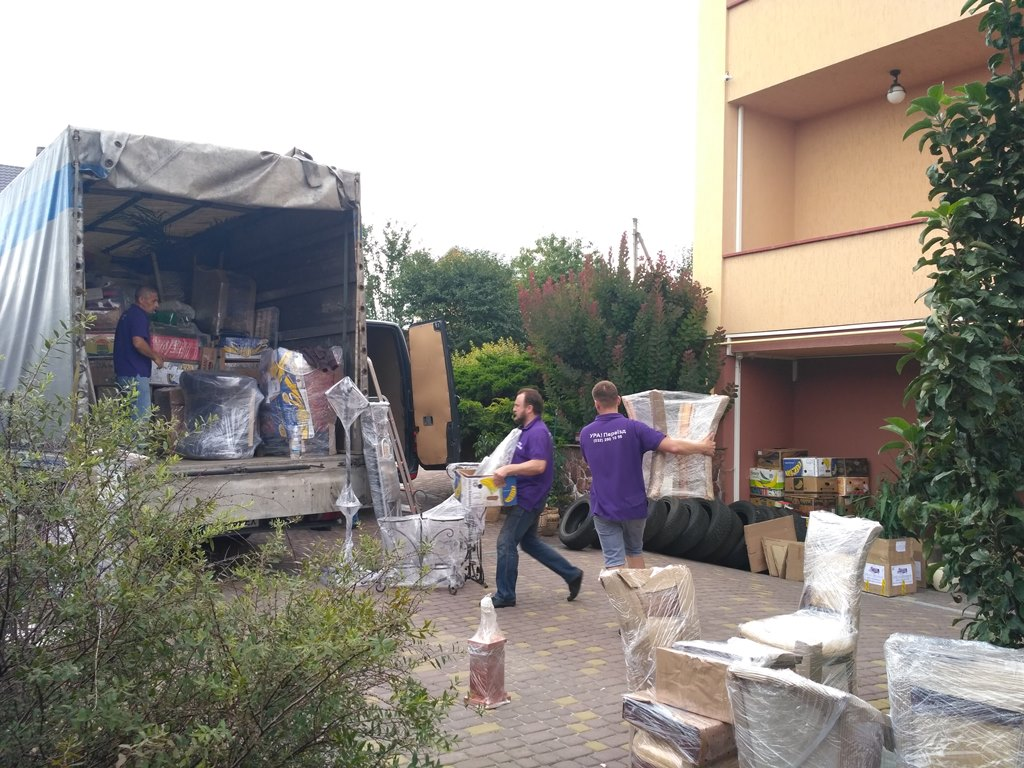
Переезд

- Транспортировка тяжеловесных и негабаритных грузов.
- Охрана перевозимого товара.
- Полная упаковка товара.
- Транспортировка сейфов, банкоматов.
- Перевозка груза сопровождается персональным менеджером, который несет ответственность за данный товар.
- Транспортировка коттеджей.
- При перевозке применяется система спутниковой навигации, которая контролирует груз на протяжении всего маршрута.
- Быстрая подача транспорта к месту погрузки.
- Работы такелажного типа.
- Перевозка сборных грузов
- Транспортировка длинномерных грузов.
- Перенос различной мебели и всевозможных предметов интерьера на новое место.

Стоимость транспортировки зависит от: веса, габаритов, дальности транспортировки товара, времени, затраченного на погрузку, стоимости километража, а также от компании, которая предоставляет данные услуги.